# Seleuc VII Cibiosactes
Seleuc VII Cibiosactes (en llatí Seleucus Cibiosactes, en grec antic Σέλευκος Κυβιοσάκτης) ('pescador carnisser') o també Seleuc Filomètor, fou rei selèucida amb poder local, a una data anterior al 69 aC i fins a una data no coneguda al tomb del 64 aC.
Només es coneix per monedes emeses per ell i la seva mare Cleòpatra Selene, una princesa làgida d'Egipte. Se suposa que era fill d'Antíoc X Eusebi i germà gran del futur rei Antíoc XIII Asiàtic. Hauria governat en algun lloc indeterminat durant el govern de Tigranes II d'Armènia, que el 69 aC encara estava sotmetent algunes ciutats a Fenícia i potser a altres llocs. Així Antíoc Eusebi hauria governat fins després del 80 aC i més tard l'hauria succeït el seu fill Seleuc VII. La seva mare l'hauria enviat a Roma l'any 75 aC amb el seu germà Antíoc per demanar al senat romà que els confirmés com a reis d'Egipte, que llavors ocupava il·legítimament Ptolemeu XII Auletes. Tot i que van fer donacions i regals, al cap de dos anys el senat els va denegar la petició.
El seu malnom li van donar els alexandrins per l'olor de tonyina que feia el palau durant el seu mandat. Alguns autors clàssics suposen que era un home de baix naixement que va pretendre ser descendent dels selèucides i per aquesta raó els egipcis el van escollir el 58 aC, després de l'expulsió del rei Ptolemeu XII Auletes, com a marit de la seva jove filla Berenice IV germana de la reina Cleòpatra VII d'Egipte que havien estat posades al tron. Seleuc va anar a Egipte des de Síria i es va celebrar el matrimoni però la reina aviat es va adonar del caràcter del seu marit i el va fer matar poc després (en pocs dies, segons els autors clàssics) per la seva manca de maneres adequades, cap a l'any 56 aC.
En general se'l suposa germà d'Antíoc XIII Asiàtic (69 aC-64 aC) però tant Cassi Dió com Estrabó clarament diuen que era un pretendent usurpador, tot i que sembla una versió poc probable.